# Biserica de lemn din Gărbăuți
Biserica de lemn "Sfânta Paraschiva" din Gărbăuți (Bucovina de Nord) a fost adusă în anul 1908 din satul Cerepcăuți.